# Póvoa de Lanhoso
Póvoa de Lanhoso es una villa portuguesa del  distrito de Braga, región estadística del Norte (NUTS II) y comunidad intermunicipal del Ave (NUTS III), con cerca de 4600 habitantes.
Es sede de un municipio con 131,99 km² de área y 21 775 habitantes (2021), subdividido en veintidós freguesias. El municipio limita al norte con el municipio de Amares, al este con Vieira do Minho, al sur con Fafe y con Guimarães y al oeste con Braga.

## Historia
El poblamiento de estas tierras se encuentra vinculado a la fortificación ancestral del castillo de Lanhoso. El rey D. Dinis otorgó carta foral a la villa en 1292, fuero que sería renovado por Manuel I el 4 de enero de 1514.
En el patrimonio histórico-artístico de Póvoa de Lanhoso destacan, además del castillo, el puente románico de Mem Guterres, sobre el río Ave y la iglesia de Fontarcada, también románica, perteneciente en su origen a un monasterio benedictino extinguido en el siglo XV y del que no quedan restos.

## Demografía
| Gráfica de evolución demográfica de Póvoa de Lanhoso entre 1900 y 2021 |
|                                                                        |
| Datos según el nomenclátor publicado por el INE portugués.             |

## Organización territorial
El municipio de  Póvoa de Lanhoso está formado por veintidós freguesias:
- Águas Santas e Moure
- Calvos e Frades
- Campos e Louredo
- Covelas
- Esperança e Brunhais
- Ferreiros
- Fonte Arcada e Oliveira
- Galegos
- Garfe
- Geraz do Minho
- Lanhoso
- Monsul
- Póvoa de Lanhoso
- Rendufinho
- Santo Emilião
- São João de Rei
- Serzedelo
- Sobradelo da Goma
- Taíde
- Travassos
- Verim, Friande e Ajude
- Vilela